# Manfred Hegger
Manfred Hegger (* 28. Mai 1946 in Korschenbroich; † 29. Juni 2016) war ein deutscher Architekt und Hochschullehrer.

## Leben
Hegger besuchte ein mathematisch-naturwissenschaftliches Gymnasium in Mönchengladbach. Nach dem Abitur und einem Baupraktikum studierte er ab 1967 Architektur an der Universität Stuttgart, Planungstheorie an der London School of Economics und Systemtechnik an der Technischen Universität Berlin. Nach dem Studium war er in einem Kasseler Planungsbüro tätig. Seit 1980 führte er gemeinsam mit seiner Frau Doris Hegger-Luhnen und Günter Schleiff das Büro HHS Planer + Architekten in Kassel. 1990 wurde aus diesem Büro heraus die Schwesterfirma EUROLABORS gegründet.

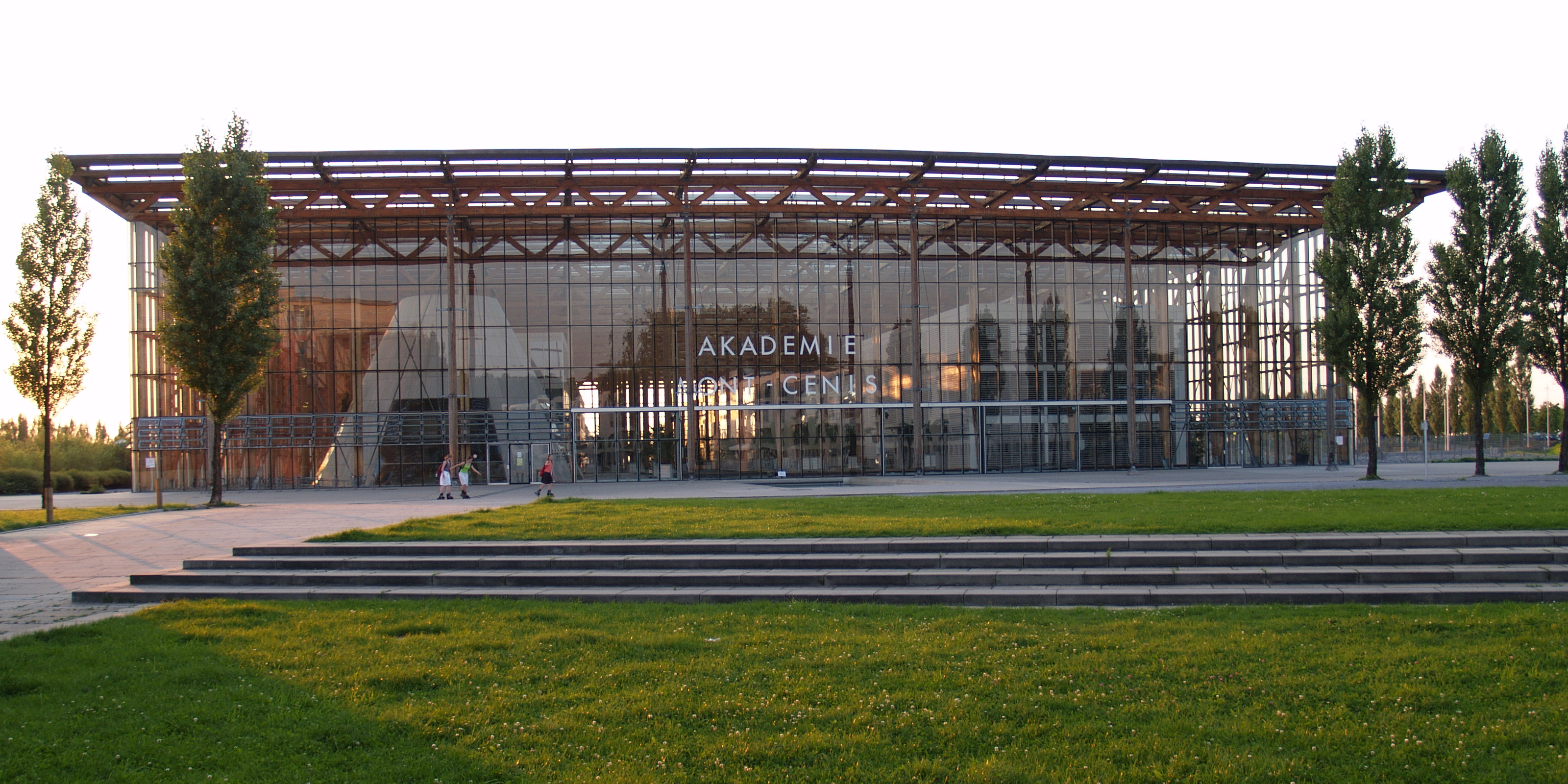
Akademie Mont Cenis

International bekannt wurde Hegger in den 1990er Jahren. Er realisierte zusammen mit den französischen Architekten Françoise-Hélène Jourda und Gilles Perraudin die Fortbildungsakademie Mont Cenis auf dem Gelände der ehemaligen Zeche Mont Cenis in Herne-Sodingen, ein Projekt der Internationalen Bauausstellung Emscher Park. 
2001 erhielt er einen Ruf an die Technische Universität Darmstadt, wo er das Fachgebiet Entwerfen und Energieeffizientes Bauen aufbaute. 2007 und 2009 gewann er mit den Studierenden der Technischen Universität Darmstadt den Solar Decathlon. Er hatte zuvor Lehraufträge an den Universitäten Stuttgart, Hannover und Kassel und am Queens College in Belfast inne. 2014 wurde er emeritiert. 
Manfred Hegger war Sprecher der Arbeitsgruppe Kooperation des Bundes Deutscher Architekten (BDA), des GdW Bundesverband deutscher Wohnungs- und Immobilienunternehmen und des Deutschen Städtetags. Zudem war er Direktor des Programms „Sustainable Architecture of the Future“ der Union Internationale des Architectes UIA, Mitglied des Action Plan „Sustainable Building and Construction“, seit 2003 des United Nations Environmental Programme UNEP und seit 2008 des Global Agenda Council on the Future of Sustainable Construction World Economic Forum. Seit 2004 beriet er die Europäische Union im Programm „Sustainable Construction Methods and Technologies“.
Hegger erhielt für seine Projekte vielfach nationale und internationale Anerkennungen. Er galt als Pionier des nachhaltigen und energieeffizienten Bauens. 2007 war er Mitbegründer der Deutschen Gesellschaft für Nachhaltiges Bauen (DGNB), von 2010 bis 2013 deren Präsident und seit 2016 Ehrenmitglied. 2015 konnte er mit seinem Aktivhaus das weltweit größte Plusenergiegebäude in Hamburg fertigstellen. 
Manfred Hegger war verheiratet mit der Architektin Doris Hegger-Luhnen. Aus der Ehe ist ein Sohn hervorgegangen.

## Lehre
- Lehrauftrag an der Universität Stuttgart, 1973–1990
- Lehrauftrag an der Gesamthochschule Kassel, 1977–1979
- Lehrauftrag an der Universität Hannover, 1979–2001
- Lehrauftrag am Center for Infrastructure Planning der Universität Stuttgart, 1984–2000
- Honorarprofessur an der Universität Hannover, 1993–2001
- Visiting Professor am Queens College Dublin, 1996
- Gastprofessur an der Gesamthochschule Kassel, 2000
- Professor an der Technischen Universität Darmstadt. Fachgebiet Entwerfen und Energieeffizientes Bauen, 2001–2014

## Ehrungen und Auszeichnungen
- Bauherrenpreis – Hohe Qualität – Tragbare Kosten 1986, 1994, 1998, 2002, 2004
- Europäischer Solarpreis 2000
- Vorbildliche Bauten im Lande Hessen 2002
- Sir Robert Matthews Award 2002 der UIA
- Renault Traffic Design Award 2003
- Deutscher Solarpreis 2006
- Solar Decathlon 2007
- Solar Decathlon 2009
- Deutscher Solarpreis 2013
- Europäischer Solarpreis 2015
- Johann-Heinrich-Merck-Ehrung der Stadt Darmstadt 2015

## Schriften
- Vitale Architektur. Tradition, Projekte, Tendenzen einer Kultur des gewöhnlichen Bauens. 1988.
- Wohnen und Wohnungen bauen. (Begleitband zur Ausstellung der Architektenkammer Baden-Württemberg im Haus des Architekten) 1993.
- Mont-Cenis. Lebendige Architektur. (mit Johannes Busmann), Müller + Busmann, Wuppertal 2001.
- Baustoff-Atlas. Detail Verlag, 2005.
- Energie-Atlas. Detail Verlag, 2007.
- elife.: Lebenszyklusbetrachtung und Optimierung von Instandsetzungsprozessen im Wohnungsbau, 2008.
- Sonnige Zeiten. Solar Decathlon Haus Team 2007. Müller + Busmann, Wuppertal 2008.
- Grüne Häuser. Einfamilienhäuser, nachhaltig ökologisch energieeffizient. Georg D. W. Callwey, München 2009.
- Forschungsprojekt energy:base.: Solar Decathlon 2007, 2009.
- Sonnige Aussichten. Das surPLUSHome des team germany zum Solar Decathlon 2009. Müller + Busmann, Wuppertal 2010.
- Forschungsprojekt energy:shell.: Solar Decathlon 2007 – Team Germany, 2010.
- Forschungsprojekt energy:label.: Solar Decathlon 2007. Ganzheitliche Bewertung eines Plusenergiehauses, 2010.
- Wohnwert-Barometer. Erfassungs- und Bewertungssystem nachhaltiger Wohnqualität, 2010.
- Wärmen und Kühlen. Energiekonzepte, Prinzipien, Anlagen. Birkhäuser Verlag, Basel 2011.
- Aktivhaus. Das Grundlagenwerk. Georg D. W. Callwey, (mit Caroline Fafflok, Johannes Hegger und Isabell Passig), München 2013.
- Basics Materialität. Birkhäuser Verlag, Basel 2014.
- Aktiv-Stadthaus, 2014.
- benefit E – Gebäudeintegrierte solaraktive Systeme. Strategien zur Beseitigung technischer, wirtschaftlicher, planerischer und rechtlicher Hemmnisse, 2016.
- Anett-Maud Joppien, Manfred Hegger (Hrsg.): C U B I T Y - Energy-Plus and Modular Future Student Living. Berlin 2017.